# Volkswagen LT
Volkswagen Transporter LT este o dubă comercială mare produsă de Volkswagen (și ulterior Volkswagen Autovehicule Comerciale din 1996) din 1975 până în 2006, înainte de a fi înlocuit de Crafter. Au fost produse două generații.